# Christian Lous Lange
Christian Lous Lange, född 17 september 1869 i Stavanger, död 11 december 1938 i Oslo, var en norsk politiker och pacifist, sonson till Christian C.A. Lange. 

## Biografi
Lange var ursprungligen lärare, men började snart ägna sig åt fredsrörelsen. Åren 1900–09 var han sekreterare i norska stortingets Nobelkommitté och bibliotekarie vid norska Nobelinstitutet. Under samma tid var han Norges ombud vid 2:a fredskonferensen i Haag 1907, i vars skiljedomsutskott han insattes. Åren 1909–33 var han Interparlamentariska unionens generalsekreterare och företog som sådan resor i så gott som alla europeiska länder och USA. Från 1920 var han bosatt i Genève, och representerade vid flera tillfällen Norge i Nationernas förbunds delegerande församling. År 1919 blev han filosofie doktor i Oslo med avhandlingen Histoire de l'internationalisme. Bland hans övriga arbeten märks L'union interparlementaire (1921) och Mellemfolkelig politikk 1815–1914 (1925). Under ett antal år från 1921 var Lange även redaktör för tidskriften Bulletin interparlementaire.
Lange mottog 1921 Nobels fredspris, tillsammans med Hjalmar Branting. Åren 1934–1938 var han ledamot av Norska Nobelkommittén. Mellan 1900 och 1909 var han dess sekreterare.
Far till Norges utrikesminister Halvard Lange.